# Las Oréades
Las Oréades (en francés: Les Oréades) es una gran pintura al óleo del artista francés William-Adolphe Bouguereau, pintada en 1902. Sus dimensiones son 236 × 182 cm.
La obra de arte fue donada en 2009 por los descendientes del artista y ahora se exhibe en el Museo de Orsay.

## Descripción
Las Oréades es una pintura mitológica y una de las obras más conocidas de Bouguereau. La pintura incluye muchas mujeres desnudas en diversas poses, una de las principales características del artista. Está pintada al estilo idealizado neoclásico representando ninfas y sátiros de la mitología grecorromana.
Las oréades eran las ninfas de las montañas. En la mitología griega, eran dirigidas por la diosa griega de la luna y la caza Artemisa, una de las diosas más veneradas en la antigua Grecia. En Roma era denominada Diana. Artemisa o Diana prefería vagar por las laderas montañosas; por eso las oréades eran parte de su séquito, criaturas animadas que también gustaban de cazar animales salvajes como jabalíes y pájaros con sus flechas. La pintura muestra a las oréades completamente desnudas ascendiendo al cielo al amanecer mientras tres sátiros las miran, aparentemente desconcertados ante semejante visión. Un comentario para el título de la pintura cita:

"Las sombras se disipan; aparece el amanecer radiante y tiñe de rosa la cima de las montañas. Entonces, una larga procesión se eleva hacia el cielo: es la alegre bandada de ninfas que, durante la noche, retozaban a la sombra de los bosques y por las tranquilas aguas del río; toman el aire, observadas por los asombrados faunos, para regresar a su propio reino y a las etéreas regiones habitadas por los dioses."

Salón, catálogo de 1902.

 
En esta pintura, Bouguereau expresa su apego al arte tradicional y académico. Las figuras mitológicas en esta pintura muestran el lado erótico de Bouguereau, donde tres sátiros miran abiertamente el tropel de ninfas desnudas. Los expertos quedaron asombrados por el trabajo del artista y lo saludaron como su obra maestra. La pintura todavía es muy reproducida en obras impresas a la venta.